# Переворський повіт
Переворський повіт (пол. powiat przeworski) — один з 21 земських повітів Підкарпатського воєводства Польщі. Адміністративний центр — Переворськ.
Утворений 1 січня 1999 року внаслідок адміністративної реформи.

## Загальні дані
Повіт знаходиться у західній та центральній частині воєводства.
Адміністративний центр — місто Переворськ.
Станом на 1.01.2008 населення становить 78 591 осіб, площа 697,48 км².

## Демографія
Демографічні дані повіту станом на 30.06.2005:
|       | Всього | Всього | Жінки  | Жінки | Чоловіки | Чоловіки |
| ----- | ------ | ------ | ------ | ----- | -------- | -------- |
|       | осіб   | %      | осіб   | %     | осіб     | %        |
| Повіт | 78 671 | 100    | 40 129 | 51    | 38 542   | 49       |
| Міста | 21 014 | 100    | 10 966 | 52,2  | 10 048   | 47,8     |
| Села  | 57 657 | 100    | 29 163 | 50,6  | 28 494   | 49,4     |

## Адміністративний поділ

### Міські ґміни
- Переворськ

### Сільсько-міські ґміни
- Каньчуга
- Сінява

### Сільські ґміни
- Адамівка
- Гаць
- Заріччя
- Переворськ
- Триньча
- Яворнік Польський

### Міста
- Переворськ
- Каньчуга
- Сенява

## Історія
У 1945 році у Переворському повіті налічувалося 1733 українців, які підлягали виселенню до УРСР відповідно до договору про польсько-український обмін населенням між СРСР і ПНР від 9 вересня 1944 року. З них з жовтня 1944 до 1 травня 1945 року до України було депортовано 1285 осіб (329 родин).